# Norberto Yácono
Norberto Yácono (8 de enero de 1919 - 22 de noviembre de 1985) fue futbolista argentino que se desempeñaba como defensor. Ganó seis campeonatos de la liga argentina con River Plate.

## Trayectoria

### Carrera como jugador

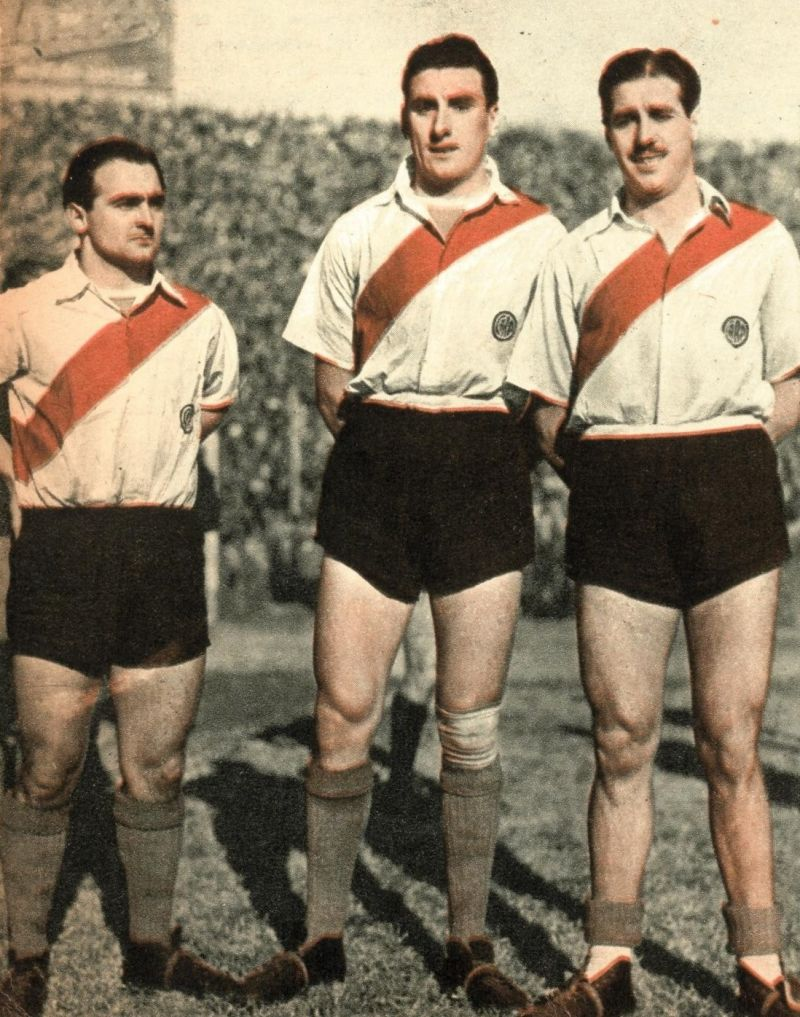
Yácono, Pipo Rossi y Ramos, mediocampo del equipo campeón en 1945.

Yácono hizo su debut con River Plate en un partido contra Newell's Old Boys en 1938.  Jugó con este club 393 apariciones en lo que lo coloca en el quinto lugar en la tabla de todos los tiempos. Ganó seis campeonatos de liga con el club en 1941, 1942, 1945, 1947, 1952 y 1953.
En la década de 1940 hizo 15 apariciones para la Selección Argentina y fue parte del equipo que ganó la Copa América de 1947.
Después de salir de River Plate en 1953 jugó en el América de México, así como también en clubes de Canadá y Estados Unidos.

### Carrera como entrenador
Después de retirarse como jugador en la década de 1960, Yácono regresó a la Argentina, donde trabajó como director técnico del Sportivo Italiano, Lanús y Godoy Cruz. Más adelante en su carrera tomó una posición de entrenador del equipo juvenil de River Plate.
Falleció el 22 de noviembre de 1985.

## Palmarés

### Como jugador

#### Campeonatos nacionales
| Título               | Equipo      | País      | Año  |
| -------------------- | ----------- | --------- | ---- |
| Primera División     | River Plate | Argentina | 1941 |
| Primera División     | River Plate | Argentina | 1942 |
| Primera División     | River Plate | Argentina | 1945 |
| Primera División     | River Plate | Argentina | 1947 |
| Primera División     | River Plate | Argentina | 1952 |
| Primera División     | River Plate | Argentina | 1953 |
| Campeón de Campeones | América     | México    | 1955 |

#### Copas nacionales
| Título                 | Equipo             | País      | Año  |
| ---------------------- | ------------------ | --------- | ---- |
| Copa Ibarguren         | River Plate        | Argentina | 1941 |
| Copa Escobar           | River Plate        | Argentina | 1941 |
| Copa Ibarguren         | River Plate        | Argentina | 1942 |
| Copa México            | América            | México    | 1954 |
| Copa México            | América            | México    | 1955 |
| National Challenge Cup | Montreal Concordia | Canadá    | 1959 |

#### Copas internacionales
| Título       | Equipo              | País      | Año  |
| ------------ | ------------------- | --------- | ---- |
| Copa Aldao   | River Plate         | Argentina | 1941 |
| Copa Aldao   | River Plate         | Argentina | 1945 |
| Copa América | Selección Argentina | Ecuador   | 1947 |
| Copa Aldao   | River Plate         | Argentina | 1947 |